# Jakow Bułhakow
Jakow Iwanowicz Bułhakow (Bułgakow), ros. Яков Иванович Булгаков herbu Syrokomla (ur. 15 października 1743 – zm. 7 lipca
1809) – dyplomata rosyjski, poseł rosyjski w Rzeczypospolitej w latach 1790–1792, poseł nadzwyczajny i minister pełnomocny przy Porcie Osmańskiej od 20 maja 1781.

## Życiorys
Od 1761 służył w Kolegium Spraw Zagranicznych. W latach 1762–1775 był sekretarzem i radcą poselstwa rosyjskiego w Warszawie. Jako poseł rosyjski w Konstantynopolu, w 1787 został tam uwięziony po wybuchu wojny rosyjsko-tureckiej. Następnie do 1792 ambasador w Polsce, gdzie m.in. hamował realizację reform Sejmu Czteroletniego i wspierał konfederację targowicką. Po wstąpieniu na tron cara Pawła I (1796) został gubernatorem wileńskim i grodzieńskim, które to funkcje sprawował do 1799.
W 1768 roku sejm repninowski nadał mu polski indygenat m.in. jako jednego herbu i imienia z naszymi [...] Bułhakami.
W 1780 został kawalerem Orderu Świętego Stanisława. Był odznaczony Orderem Orła Białego.